# Looking for Mr. God
Looking for Mr. God är ett album från 2012 av Louise Hoffsten.

## Låtlista
| Nr           | Titel                   | Kompositör                                  | Längd |
| ------------ | ----------------------- | ------------------------------------------- | ----- |
| 1.           | I'll Get by             | Sandra Bjurman, Louise Hoffsten, Stefan Örn | 3:32  |
| 2.           | Walk with the Rhythm    | Sandra Bjurman, Louise Hoffsten, Stefan Örn | 3:17  |
| 3.           | Looking for Mr. God     | Sandra Bjurman, Louise Hoffsten, Stefan Örn | 3:04  |
| 4.           | An Empty Valentines Box | Sandra Bjurman, Louise Hoffsten, Stefan Örn | 4:14  |
| 5.           | Don't Steal My Dreams   | Sandra Bjurman, Louise Hoffsten, Stefan Örn | 3:55  |
| 6.           | Go for Love             | Sandra Bjurman, Louise Hoffsten, Stefan Örn | 3:46  |
| 7.           | Hey Mr. Hyde            | Sandra Bjurman, Louise Hoffsten, Stefan Örn | 3:30  |
| 8.           | Tough Love              | Sandra Bjurman, Louise Hoffsten, Stefan Örn | 4:03  |
| 9.           | Empty Air               | Sandra Bjurman, Louise Hoffsten, Stefan Örn | 3:15  |
| 10.          | Not Today               | Sandra Bjurman, Louise Hoffsten, Stefan Örn | 3:29  |
| 11.          | I Fall Down             | Louise Hoffsten, Peter Kvint                | 3:54  |
| Total längd: | Total längd:            | Total längd:                                | 39:59 |